# Refuge de Migouélou
Le refuge de Migouélou est un refuge de montagne situé à 2 285 m d’altitude dans le val d'Azun, dépendant administrativement de la commune d'Arrens-Marsous dans le département des Hautes-Pyrénées en région Occitanie.

## Toponymie
Il doit son nom au lac de Migouélou au-dessus duquel il est perché.

## Histoire
Le refuge a été construit en 1972.

## Caractéristiques et informations
Le refuge est gardé de mi-juin à fin septembre.

## Accès
Le refuge est accessible uniquement à pied. Il existe plusieurs possibilités :
- la plus directe, depuis le parking du Plaa d'Aste, au-dessus du lac du Tech (commune d'Arrens-Marsous) en 3 heures de marche environ ;
- depuis le lac du Tech en passant par le lac de Pouey Laün et le col d'Hospitalet en 4 heures et demi de marche environ ;
- depuis la gare d'arrivée du petit train d'Artouste en vallée d'Ossau, en passant par le col d'Artouste en 3 heures et demi de marche environ.

## Randonnées
Diverses randonnées sont possibles depuis le refuge : le tour du Balaïtous, le tour des lacs (Migouélou, Lacarrats, Lassiédouat), le col d'Artouste, le refuge d'Artouste, le pic Cadier (2 676 m), le Courouaou (2 691 m), le Batboucou (2 586 m), le pic des Tourettes (2 771 m), le pic Milhas (2 739 m), etc.